# Gomsan
Gomsan är en ö i Åland (Finland). Den ligger i Skärgårdshavet och i kommunen Kökar i landskapet Åland, i den sydvästra delen av landet. Ön ligger omkring 52 kilometer öster om Mariehamn och omkring 230 kilometer väster om Helsingfors.
Öns area är 11,9 hektar och dess största längd är 0,7 kilometer i nord-sydlig riktning. Ön höjer sig omkring 10 meter över havsytan.
Runt Gomsan är det glesbefolkat, med 11 invånare per kvadratkilometer.